# Ceratolacis
Ceratolacis,  rod vodenog bilja iz porodice Podostemaceae, dio reda malpigijolike. Postoje dvije vrste u tropskoj Americi (Brazil).

## Vrste
1. Ceratolacis erythrolichen (Tul. & Wedd.) Wedd.
2. Ceratolacis pedunculatum C.T.Philbrick, Novelo & Irgang